# Kurowskoje (obwód wołogodzki)
Kurowskoje (ros. Куровское) – wieś w Rosji, w rejonie wołogodzkim obwodu wołogodzkiego. W 2010 r. liczyła 8 mieszkańców.